# Dieter Schinzel
Dieter Schinzel (* 14. November 1942 in Berlin; † 24. August 2024 in Aachen) war ein deutscher Politiker (SPD, SPE). Dem Deutschen Bundestag gehörte er als Mitglied von 1972 bis 1976 sowie 1980 an, dem Europaparlament von 1979 bis 1994.

## Leben
Der in Berlin geborene Dieter Schinzel besuchte bis 1963 ein Gymnasium, studierte dann in Aachen an der Technischen Hochschule Physik und wurde 1969 Diplom-Physiker. Ab 1970 arbeitete er als Wissenschaftlicher Assistent der TH Aachen am Institut für Physikalische Chemie I. Er arbeitete politisch im AStA der Hochschule. 1966/67 wurde er der erste sozialdemokratische AStA-Vorsitzende an der RWTH Aachen. Schinzel war Mitglied der SPD ab 1961. 1972 wurde er in den Aachener Stadtrat gewählt, dem er mit einer Unterbrechung bis 1994 angehörte. 1972 erlangte er als erster Sozialdemokrat das Direktmandat für den Bundestag in der CDU-Hochburg Aachen (Wahlkreis Aachen-Stadt), und profilierte sich als Vertreter des linken Flügels bis zum Ende der Legislaturperiode 1976. Bei der Bundestagswahl 1976 reichte sein Listenplatz jedoch nicht, um zum zweiten Mal ein Mandat zu bekommen, nachdem er das erneute Direktmandat knapp verfehlt hatte. 1976 wurde er der erste Vorsitzende des neu gegründeten SPD-Unterbezirks Aachen-Stadt und blieb dies bis zum Herbst 1994.
1979 wechselte er die Plattform und nutzte die Gelegenheit der ersten Direktwahl des Europäischen Parlaments. Er zog ins Europäische Parlament ein. Mitglied des Europaparlaments blieb er bis zum 20. April 1994.
Am 5. Mai 1980 rückte er über die SPD-Landesliste NRW für den Abgeordneten Albert Tönjes bis zum Ende der Legislaturperiode 1980 nochmals in den Bundestag. 1986 erhielt Schinzel das Bundesverdienstkreuz 1. Klasse.
Nachdem die SPD mit dem Versprechen kein Gewerbegebiet im Nordwesten Aachens zu errichten um somit dem Votum der Bürger zu folgen, die Kommunalwahl 1988 gewonnen hatte, fand deren damaliger Europaabgeordneter Dieter Schinzel mit einem „intelligenten Blick auf die Landkarte“ den neuen Standort, 500 Meter nach Westen verschoben auf der Grenze zwischen Deutschland und den Niederlanden, sowie versprach EU-Fördermittel. Zudem beschloss der Stadtrat am 24. April 1991, dass das neue Gewerbegebiet jetzt ein reines „High-Tech-Gewerbegebiet“ für die IT-Branche und ohne emissionsintensive Unternehmen werden soll. In der WDR-Umweltsendung Dschungel bezeichnete der bekannte Fernsehmoderator Jean Pütz das Projekt Avantis als „Beispiel für die Ignoranz und Arroganz der Politik“.
Als vor der Eskalation des zweiten Golfkriegs (irakischer Überfall auf Kuwait ab 2. August 1990) Saddam Hussein mehrere deutsche Geiseln nahm, wirkte Schinzel maßgeblich an den geheimen Verhandlungen über deren Freilassung mit. Willy Brandt begleitete die freigelassenen Geiseln aus Bagdad im Oktober 1990 nach Deutschland. 1991 wurde Schinzel Vize-Präsident der Deutsch-Arabischen Gesellschaft und später deren Präsident.
1993 schien er seinen politischen Zenit überschritten zu haben. Er erlitt schwere Verluste bei Immobilienanlagen und Glücksspielen. Als Präsident der Deutsch-Arabischen Gesellschaft erklärte er im Frühjahr 1993 seinen Rücktritt. Die SPD reagierte auf die finanzielle Situation, indem sie ihm Zeit gab, „seine Angelegenheiten zu ordnen“. Bei der Aufstellung der Kandidaten für die Europawahl 1994 setzte sich sein parteiinterner Gegenkandidat Martin Schulz durch. Schinzel ließ sich aufgrund seiner Geldprobleme zusammen mit einem WDR-Redakteur auf ein angeblich hochprofitables Devisengeschäft ein und geriet an Betrüger. Am 27. Mai 1994 wurde jedoch zunächst er selbst und sein Geschäftspartner mit fünf Millionen Schweizer Franken verhaftet. Die Boulevard-Presse stellte mitten im Europawahlkampf diesen Vorfall als „Falschgelddeal“ dar. Im Strafverfahren wurde jedoch klar, dass es sich nicht um einen Handel mit Falschgeld handelte und sowohl der WDR-Redakteur als auch Schinzel von den betrügerischen Absichten ihrer Handelspartner nichts wussten. Letztlich wurden fünf Personen verurteilt, die Strafverfahren gegen Schinzel und den WDR-Redakteur aber zu Lasten der Staatskasse eingestellt. Schinzel musste jedoch Konkurs anmelden, erst 2006 konnte das Konkursverfahren mit einer Quote von 1,27 % beendet werden.

## Familie
Schinzel hatte drei Kinder und heiratete (in zweiter Ehe) 1994 seine langjährige Lebensgefährtin.
Der Schlagersänger und Verschwörungstheoretiker Christian Anders ist sein Bruder.
Als gegen Schinzel 1994 ein Verfahren wegen der versuchten Hehlerei anhängig war, demonstrierte Anders nackt und angekettet für seinen Bruder vor dem Aschaffenburger Gefängnis. Das Verfahren wurde eingestellt, als klar wurde, dass er Betrügern aufgesessen war.

## Trivia
Schinzel stimmte 1972 als einziges Mitglied des Aachener Stadtrates gegen die Abschaffung der Straßenbahn.

## Veröffentlichung
- Inverse Photoproduktion negativer Pionen im Bereich der ersten Nukleon Resonanz. Karlsruhe 1971. Zugleich Dissertation.